# Cissus gongylodes
Cupá (Cissus gongylodes) es una enredadera de la familia Vitaceae nativa de los bosques de Brasil, Bolivia, Paraguay, Perú y norte de Argentina, domesticada y cultivada hace siglos por los indígenas Gê o Yé (Kayapó, Xerente, Timbíra).

## Descripción
Se caracteriza por trepar por los troncos de altos árboles. La liana de la variedad silvestre alcanza un máximo de 1 cm de diámetro, mientras que la mejorada por los indios llega a tener 8 cm. Se caracteriza por trepar por los troncos de los árboles. La liana silvestre alcanza um máximo de 1 cm de diámetro, pero la mejorada por los indígenas llega a tener 8 cm. Presenta ramas herbáceas, de 3 a 4 mm de diámetro, sarmentosas, com muchos zarcillos. Pecíolos gruesos, herbáceos, glabros, 10 a 15 cm de largo. Hojas herbáceas, lisas por la cara superior. El folíolo terminal es deltoide-romboide de, de 17,5 a 20 cm de longitud y 15 a 17 cm de ancho. Inflorescencia cimosa.
Los Kayapó cultivan tres variedades: blanco o kupá yaca, que es el más grueso; amarillo (kupá ngrâ ñicá) y rojo (kupá kamrek). Los indígenas plantan esquejes, enterrándolos verticalmente unos 20 cm y dejando otro tanto hacia afuera, generalmente recostado al árbol alto, al que esperan se enredará la nueva planta, que puede producir alimento hasta por 40 años.
Sus zarcillos o cirros tuberosos son  preparados por los indígenas en hornos de la tierra. Los adultos los consumen asados o cocidos. Su composición es: humedad 73% a 77%; proteína 1,2%; carbohidratos 18%; grasa 1%. Contiene ácido tartárico.

## Taxonomía
Cissus gongylodes fue descrita por  (Baker) Burch. ex Baker y publicado en Monographiae Phanerogamarum 5: 550–551, en el año 1887.
Etimología
Cissus: nombre genérico que deriva del griego κισσος ( kissos ), que significa "hiedra".
gongylodes: epíteto
Sinonimia
- Cissus cervii Dunaiski
- Cissus gongylodes (Burch. ex Baker) Planch.
- Cissus gongylodes var. lobata J.F.Macbr.
- Cissus tricuspis (Baker) Burch. ex Planch.
- Vitis gongylodes Baker
- Vitis tricuspis Burch. ex Baker[4]